# Lauri Porra
Lauri Porra (Helsinki, 13 december 1977) is een Fins basgitarist en componist.
Hij is een achterachterkleinkind van dirigent Armas Järnefelt, achterkleinkind van Jean Sibelius (getrouwd met Aino Järnefelt). Zijn opa, dirigent Jussi Jalas was getrouwd met Margareta Sibelius (dochter van Jean en Aino), Jalas en Sibelius kregen vijf kinderen waaronder de fluitist Tapio Jalas en hoboïste Aino Jalas, die trouwde met amateurmusicus Porra. Lauri Porra is getrouwd met Dalia Stasevska, sinds januari 2019 gastdirigent van het BBC Symphony Orchestra.
Zijn muziekopleiding begon al op zeer jonge leeftijd wanneer Porra de cello ter hand neemt en muzieklessen volgt op ene plaatselijke mzuiekschool. Alles wees op een loopbaan in de klassieke muziek, doch Porra werd ook vaak meegenomen naar de jazzconcerten van zijn vader. De muziekwereld om hem heen beïnvloedde hem echter dusdanig dat hij door interesse in rock- en jazzmuziek overstapte naar de basgitaar. Hij kreeg vervolgens opleiding aan het Pop- en jazzconservatroium in Helsinki. Daar studeerde hij ook piano, contrabas, trompet, maar ook zang. In de periode 1997 tot 1999 maakte hij deel uit van het mannenkoor van de Finse Omroep, dat optrad met orkesten als het London Symphony Orchestra. Rond 2002 trad hij toe tot rockband Sinergy en in 2005 tot de heavy metalband Stratovarius. In de tussentijd componeerde Porra muziek binnen alle hoofdgenres in de muziek, rock, jazz, klassieke en filmmuziek. In 2016 ontving hij de Nordisk Popuylarauktors NPU-award en voor zijn filmmuziek werd hij genomineerd voor HARPA (Noordse onderscheiding binnen de filmmuziek). 
Hijspeelt behalve met Stratovarius ook in zijn eigen ensemble. Zijn klassieke muziek stond op lessenaars van voornamelijk Scandinavische orkesten. In 2018 verscheen van hem een muziekalbum op het klassieke platenlabel Bis Records met daarop Entropia een concert voor basgitaar en orkest en Kohta een werk voor orkest met of zonder rapper. Het leverde hem recensies op uit zowel de klassieke als rockmuziek.
- Gemeinsame Normdatei: 1345945906
- International Standard Name Identifier: 0000 0003 7182 5512
- Library of Congress Control Number: n2019011973
- MusicBrainz: f7bddb72-538e-43cf-903d-649bbd78c148
- Nationale Bibliotheek van Tsjechië: xx0098266
- Virtual International Authority File: 90620720